# Rutenia Albă

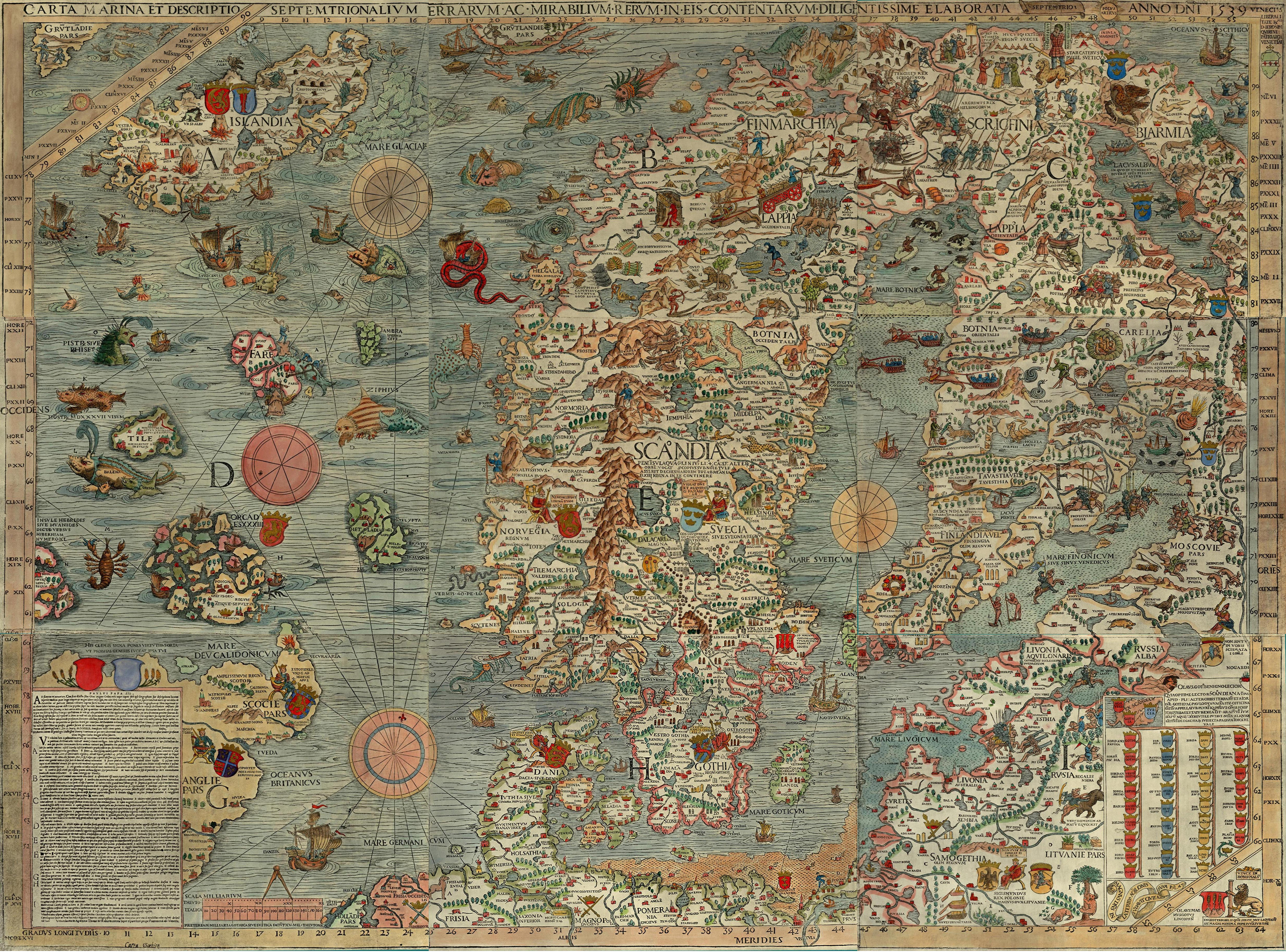
Copie a hărții „Carta Marina” a lui Olaus Magnus (1490-1557). Aceasta este cea mai veche hartă detaliată cunoscută a țărilor nordice.

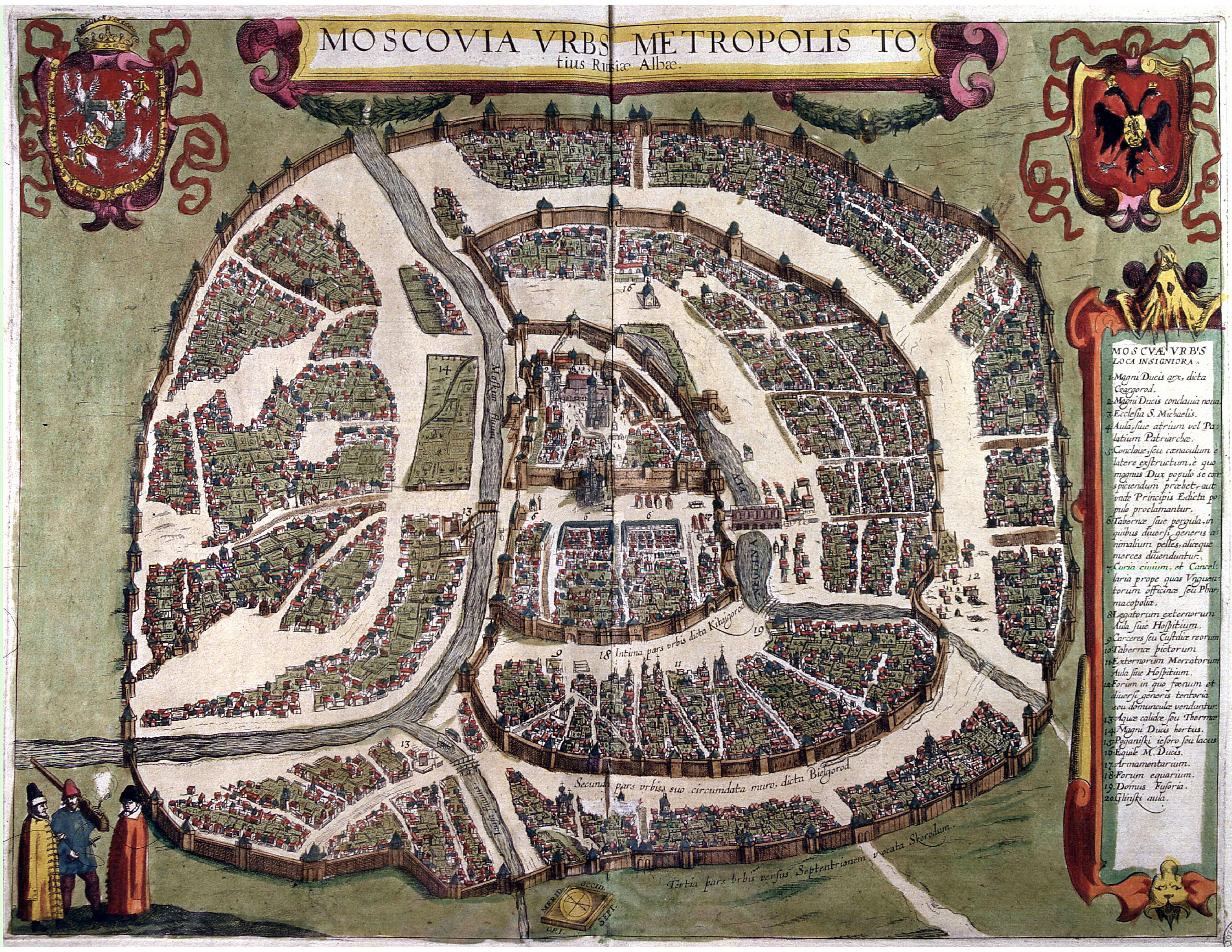
„Planul Sigismundian” al Moscovei din 1610. Se poate citi textul „Moscova este capitala întregii Rusii Albe”

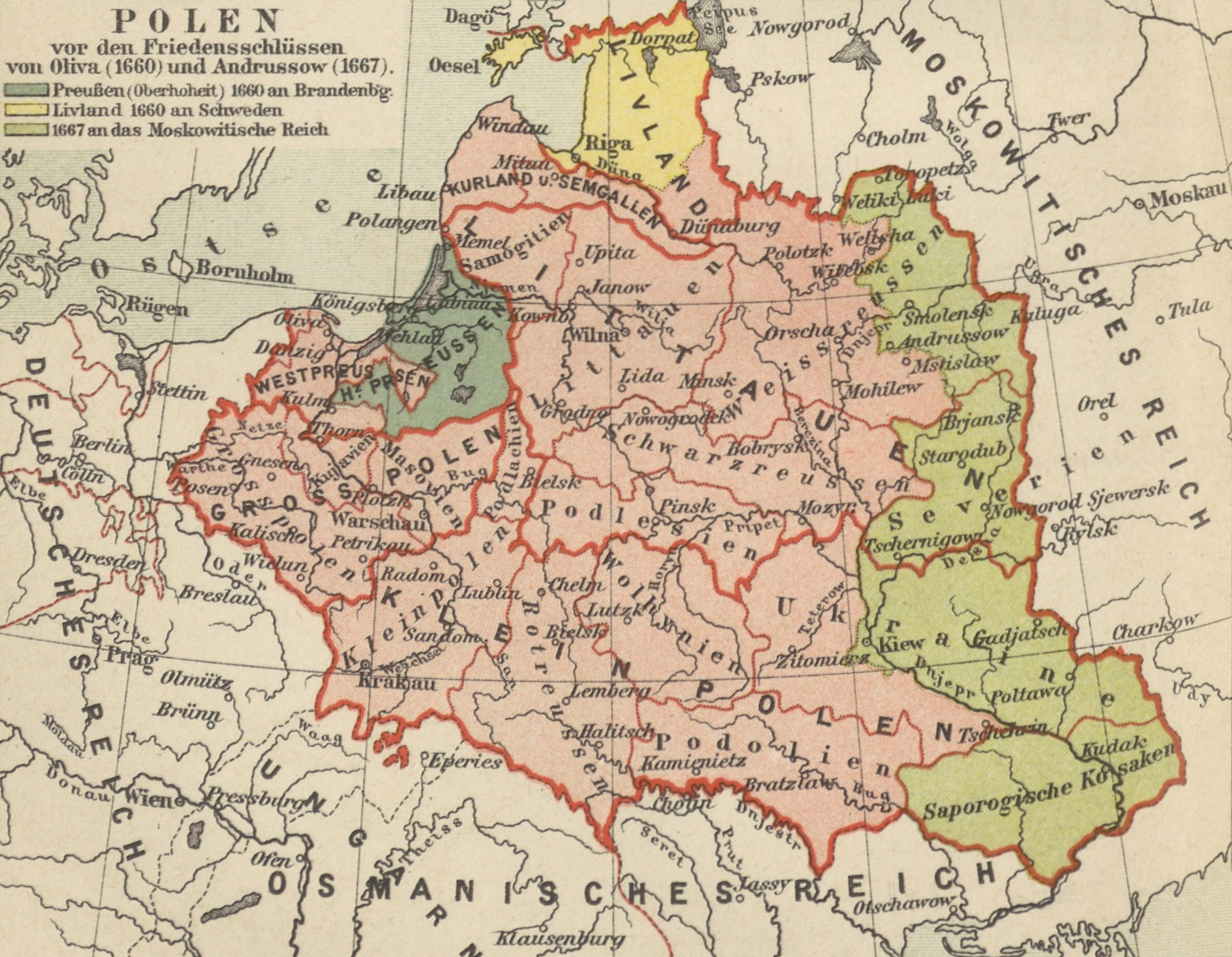
Rusia Albă (Weissreussen) pe o hartă germană a Poloniei, anul 1660

Rutenia Albă (în limbile rusă: Бе́лая Русь, latină: Ruthenia Alba) a fost numele unui teritoriul din nord-estul Rusiei în secolele XII-lea – al XVI-lea și al Belarusului în secolul al XVI-lea. Originea denumirii este încă subiect de cercetare. Unii cercetători, precum М. Dovnar-Zapolski, М. Liubavski sau А. Potebnaia, teritoriile „albe” erau acele regiuni care, într-o anumită perioadă istorică, nu s-au aflat nici sub suzeranitatea Marelui Ducat al Lituaniei, nici sub a hanilor tătaro-mongoli. În acest caz, „alb” ar fi echivalent cu „libere”, „independent”. Alți cercetători consideră că numele „Ruteniei Albe” își are originea în culoarea părului sau a hainelor purtate de locuitorii regiunii (V. Тatișcev, Е. Каrski, N. Ianciuk). O a treia versiune consideră că aceste teritorii erau numite „albe” datorită faptului că populația locală fusese creștinată, spre deosebire de restul Rusiei „negre”, care se presupune că ar fi fost în aceeași perioadă de timp păgână..
O altă ipoteză este aceea că „alb” corespunde unui cod al culorilor folosit pentru desemnarea punctelor cardinale. Tătarii ar fi denumit regiunile Ruteniei: „albă” (Ak-Urus) zona de vest, „neagră” zona de nord și „galbenă” sau „aurie” zona de sud. Această ipoteză se bazează pe similitudinea cu  denumirile hoardelor tătare: „Hoarda Albastră” (estică) și „Hoarda Albă (vestică). 
Istoricul Nikolai Karamazin a descoperit că denumirea „Rutenia Albă” a fost folosită încă din 1135 într-un letopiseț din Rostov, care se referă la Cnezatul Vladimir-Suzdal. 
Într-un manuscris din a doua jumătate a secolului al XIII-lea, se relatează că arhiepiscopul de Riga, fratele  Vaislanum, a fost invitat să propovăduiască creștinismul catolic în Alba Ruscia și în Karelia.
În perioada secolelor al XII-lea – al XV-lea, termenul „Rutenia Albă” desemna regiunea de nord-est a Rusiei  și a Marelui Cnezat al Moscovei, iar din secolul al XVI-lea, termenul a început să fie folosit pentru desemnarea Țaratului Rusiei. 
Pentru prima oară, termenul „Rutenia Albă” a fost folosit pentru desemnarea Belarusului în Letopisețul Ipatiev, într-un pasaj care relatează căsătoria regelui polonez Cazimir al III-lea cu Ana, fiica marelui duce al Lituaniei, Gediminas. Numele „Rutenia Albă” apare „Chronicon Polonorum” (1333—1385) a lui Joannis de Czarnkow. El numește orașul Poloțk „fortăreața Ruteniei Albe”..
Pe o hartă a Europei Răsăritene din 1459  a lui  Nicolaus Cusanus, teritoriul de la este de Nipru și Borisifen aflat sub controlul Marelui Cnezat al Moscovei. 
Nikolai Karamzin în lucrarea Истории государства Российског („Istoria statului rus”) citează scrisoarea trimisă la Roma de către marele cneaz Ivan al III-lea mai înainte de căsătoria din 1472 cu Sofia Palaiologhina, nepoata împăratului Imperiului Bizantin, Constantin al XI-lea Paleologul. El își semnează scrisoarea князь Белой Руси (Cneazul Rusiei Albe).
Italianul Alessandro Guagnini, care a fost timp de 14 ani comandant militar al Vitebskului și autor al Sarmatiae Europeae descriptio, quae Regnum Poloniae, Lituaniam, Samogitiam, Russiam, Masoviam, Prussiam, Pomeraniam... complectitur, publicată în limba latină în 1582) descria  Moscova drept capitala „Rusiei Albe’’. 
Nunțiul papal la Varșovia scria superiorilor săi de la Roma în 1622 că Rutenia Albă se întinde de la Riga, capitala Livoniei, până la granițele Moscovei și include Poloțk, Orșa, Vitebsk, Moghilău..
Scriitorul și istoricul polonez Sz.  Starowolski în cartea Polska albo opisanie położenia królestwa Polskiego („Polonia, sau descrierea regatului Poloniei”) din 1632, afirma că Rutenia Albă este formată din 6 voievodate: Novogrudskoe, Mstislavskoe, Vitebsk, Minsk, Poloțk și Smolensk În secolul al XVII-lea, autoritatea statului „Rusia Albă” se întindea asupra regiunilor Poloțk, Vitebsk, Mstislavskie și Smolensk. Restul teritoriului Belarusului era numit de moscoviți „lituanian”. (De aici și numele unor orașe: Brest-Litovsk sau Kamenț-Litovsk). După izbucnirea războiului ruso-polonez din 1654 – 1667), țarul Alexei I a semnat pentru prima oară o diplomă cu titulatura „Suveran, țar și mare cneaz a toată Rusia Mare, Mică și Albă, autocrat” (Государь, царь и великий князь всея Великия и Малые и Белые Руси самодержец). După ce trupele ruse au cucerit o mare parte a Belarusului și Ucrainei în 1655, țarul a adăugat definitiv la titulatura sa și „mare cneaz al Lituaniei, Ruteniei Albe și Podolskului” (великий князь Литовский, Белой Руси и Подольский). Începând cu prima jumătate a secolului XVII-lea, parte estică a Belarusului contemporan începe să fie cunoscută în documente cu numele Belorussia (Белоруссия) ..
Începând cu același secol al XVII-lea, denumirea Belorussia a început să fie folosit și în cadrul  Rzeczpospolitei.
Începând cu secolul al XIX-leA, odată cu nașterea curentului naționalist, denumirile „Belarus”, „poporul belarus” și „limba belarusă” au intrat definitiv în conștiința locuitorilor regiunii. 
Regiunile aparținând Ruteniei Negre (Grodno și Smorgoni) fac parte în zilele noastre din  statul Belarus.